# Leopold IV. Pálffy z Erdődu
Leopold IV. hrabě Pálffy z Erdődu (maďarsky Erdődy Pálffy Lipót , 26. června 1764, Bratislava – 24. února 1825 tamtéž) byl uherský šlechtic a rakouský generál z rodu Pálffyů z Erdődu.

## Životopis
Pocházel z významného uherského rodu Pálffyů, byl druhorozeným synem hraběte Leopolda III. Pálffyho (1739–1799) a jeho manželky Marie Terezie, rozené hraběnky Daunové (1745–1777). Z otcovy strany měl z předchozích generací příbuzenské vazby na starou českou šlechtu (Valdštejnové), po matce byl vnukem slavného rakouského vojevůdce maršála Dauna. Od mládí sloužil v rakouské armádě, bojoval ve válkách proti revoluční Francii a později v napoleonských válkách. U dvora dosáhl čestných hodností císařského komořího a tajného rady. Zastával také historickou funkci dědičného bratislavského župana. V roce 1799 dosáhl v armádě hodnosti generálmajora. Po dobytí Děvína (Dévény) vyjednával s Napoleonem. Po válce třetí koalice proti Napoleonovi byl povýšen na polního podmaršálka a v této hodnosti odešel do výslužby (1806).
V roce 1802 se oženil s baronkou Charlottou Jöchlingerovou z Jochensteinu (1779–1851) z rakouské šlechtické rodiny. Z manželství se narodily dvě děti. Dcera Luisa (1804–1866) se provdala za hraběte Jiřího Zichyho (1805–1879), c. k. komořího. Syn Ferdinand Leopold (Nándor Lipót, 1807–1900), c. k. tajný rada a komoří, začal na základě spříznění s rodinou Daunů užívat v roce 1853 příjmení Pálffy-Daun spolu s knížecím titulem z Thiana.